# توني ستيوارت (سياسي)
توني ستيوارت (بالإنجليزية: Tony Stewart)‏ هو سياسي أسترالي، ولد في 23 نوفمبر 1956 في سيدني في أستراليا. حزبياً، نشط في حزب العمال الأسترالي. وقد انتخب عضو الجمعية التشريعية نيو ساوث ويلز.